# Хелли Лав
Хелан Абдулла (Helan Abdulla; род. 16 ноября 1988, Урмия, Иран), известная под своим сценическим именем Хелли Лав (Helly Luv) — курдская певица
, танцовщица, хореограф, актриса и модель. Её карьера начиналась с любительских каверов на известные композиции, которые она выкладывала на сайтах социальных медиа, таких как Myspace и на YouTube. С тех пор Хелли Лав снималась в кино и музыкальных клипах и начала выпускать свои собственные. Она набрала популярности со времён своего сингла 2013 года «Risk It All» и в 2014 году снялась в своей первой главной роли в художественном фильме — «Мардан»

## Ранние годы
Хелли Лув родилась в курдской семье в городе Урмия (Иран). Её семья бежала из города Дахук в Иракском Курдистане — сначала в Иран, а затем в Турцию в целях безопасности. Не найдя места в лагере для беженцев и прожив некоторое время на улице, в итоге Хелан и её семья получили убежище в Финляндии, став её гражданами и одними из первых курдских иммигрантов, проживающих там. Её интерес к пению проявился в участии в хоре, а затем она также училась играть на пианино и посещала театральные занятия, выступая в школе с песнями и танцами. Благодаря участию в европейских танцевальных чемпионатах она подписала контракт с финским отделением Nike Women.

## Карьера
Когда ей исполнилось 18, Хелли Лав в 2006 году самостоятельно переехала в Лос-Анджелес (Калифорния, США), чтобы осуществить свою мечту стать певицей. В итоге, разуверившись в поисках низкооплачиваемой работы и уже купив билеты обратно в Финляндию, разочарованная Хелан получила сообщение в Myspace от продюсера Карлоса МакКинни (Лос да Мистро), отмеченного наградами Грэмми. На следующей день после прослушивания вылетела в Нью-Йорк, где заключила первый в жизни контракт. Благодаря этому она получила возможность работать с автором-исполнителем The-Dream.
Зимой 2013 года Хелли Лав подписала контракт с G2 Music Group, которая и выпустила сингл «Risk It All» из её дебютного альбома. Эта песня, синтезировавшая латиноамериканские и ближневосточные мотивы с этно-попом, была вдохновлена надеждами на скорое обретение курдами независимости. В клипе к ней Хелли в коротком платье танцевала со львом, что вызвало возмущение радикальных исламистов. «Risk It All» практически сразу привлекла внимание в Финляндии, попав в первую неделю в тройку лидеров в синглах iTunes, конкурируя с «Diamonds» Рианны
В 2014 году Хелли Лув снялась в международном фильме «Мардан» режиссёров Батин Гобади и Бахман Гобади, в котором она сыграла главную роль Лейлы. В том же году девушка приняла участие в Международном кинофестивале в Торонто, став первой курдской актрисой, участвовавшей в мероприятии. Вскоре после этого она снялась в документальном фильме «Two Songs of Kurdistan».
В 2015 году Хелли Лав снимала видео для своего сингла «Revolution» в заброшенной деревне неподалеку от Мосула, где курдские силы (Пешмерга) боролись с ИГИЛ. В видеоролике она танцует с АК-47, преграждает дорогу танку, на котором красной помадой пишет слово «революция», а затем ведёт за собой войска в атаку на ИГИЛ:

Музыка Хелли Лав — морально устаревший патетический поп за гранью хорошего вкуса, по-восточному наивная копия копии то ли Бейонсе, то ли Рианны. Клипы Хелли Лав — ближневосточный свэг, запатентованный в своё время Майей и Роменом Гаврасом: мужчины с автоматами Калашникова, песчаные пейзажи, остовы старых автомобилей, тигры и львы. Разница в том, что при всей своей гротескности именно Лав является самым настоящим курдским хитмейкером, открыто бросая вызов боевикам из ИГИЛ.

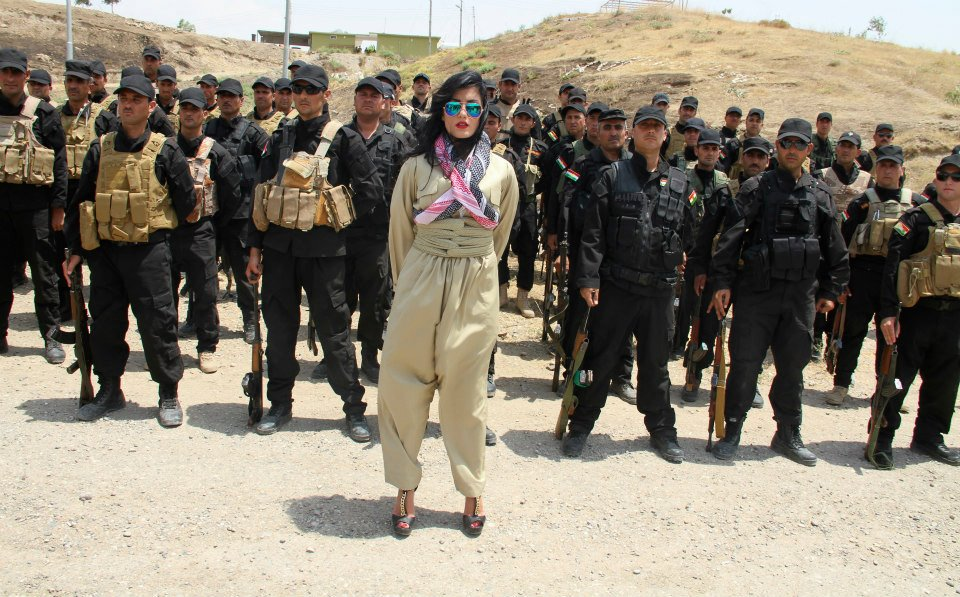
Курдская поп-звезда Хелли Лав выступает перед курдской пешмергой на базе в Дахуке, 5 июля 2014 года

## Благотворительность
В 2014 году она создала некоммерческую организацию Luv House для помощи нуждающимся людям и животным на всей территории Курдистана. 22 января 2014 года Хелли Лав совместно с A.R.K (Права животных-Курдистан), W.I.N.E. (женская международная сеть-Эрбиль), KOARP (Курдская организация по защите прав животных), доктором Сулейманом Тамиром и Мисс Курдистан Феник помогли закрыть Гельканд-парк, признанный вторым худшим зоопарком в мире, и перевели животных в обновлённый зоопарк в Эрбиле, столице Курдистанского региона.
В свете угрозы от ИГИЛ Хелли Лав отправилась волонтёром в лагерь для беженцев в Иракском Курдистане. 6 июля 2014 года она посетила штаб-квартиру Пешмерги в городе Дахук, доставив туда продовольствие и воду